# Killer Queen: A Tribute to Queen
Killer Queen je vzpomínkové album na skupinu Queen. Je pojmenováno po stejnojmenné písni od Queen, jež byla poprvé vydána v roce 1974 na albu Sheer Heart Attack.
27. září 2005 se toto vzpomínkové album vyšplhalo na 104. pozici v hitparádě Billboard 200, po etapě songů Queen v páté sérii soutěže American Idol se v dubnu roku 2006 do hitparády vrátilo na 115. pozici.

## Seznam skladeb
1. Gavin DeGraw – „We Are the Champions“
2. Shinedown – „Tie Your Mother Down“
3. Constantine Maroulis společně s účinkujícími z muzikálu We Will Rock You – „Bohemian Rhapsody“
4. Breaking Benjamin – „Who Wants to Live Forever“
5. Jason Mraz – „Good Old-Fashioned Lover Boy“
6. Joss Stone – „Under Pressure“
7. Eleven a Josh Homme – „Stone Cold Crazy“
8. Be Your Own Pet – „Bicycle Race“
9. Josh Kelley – „Crazy Little Thing Called Love“
10. Ingram Hill – „39“
11. Los Lobos – „Sleepin' on the Sidewalk“
12. Sum 41 – „Killer Queen“
13. Rooney – „Death on Two Legs“ (končící pianovým úvodem z „Lazing on a Sunday Afternoon“
14. Jon Brion – „Play the Game“
15. The Flaming Lips – „Bohemian Rhapsody“
16. Antigone Rising – „Fat Bottomed Girls“